# Placotrochides minuta
Espèce
Statut CITES
Placotrochides minuta est une espèce de coraux appartenant à la famille des Flabellidae.